# Graham Lord
Pour les articles homonymes, voir Lord.
Graham Lord, né le 16 janvier 1943 à Umtali en Rhodésie du Sud (aujourd’hui Zimbabwe), et mort le 13 juin 2015, est un écrivain britannique, auteur de roman policier et de biographie.

## Biographie
Après des études au Churchill College de l'université de Cambridge, il est reporter pour le Cambridge News (en) puis pour le Sunday Express dont il est le directeur littéraire de 1969 à 1992.
En 1970, il publie son premier roman, Le Diable à trois (Marshmallow Pie), « une excellente histoire à l'humour très corrosif avec de nombreuses références aux Beatles et à la génération des sixties » selon Claude Mesplède.
À partir de 1992, il écrit plusieurs biographies dont celles de James Herriot, Dick Francis, Arthur Lowe, David Niven, John Mortimer et Joan Collins. Il écrit régulièrement pour le The Daily Telegraph, The Times et le Daily Mail.

## Œuvre

### Romans
- Marshmallow Pie, 1970
  - Le Diable à trois, Série noire no 1388, 1970
- A Roof Under Your Feet, 1973
- The Spider and the Fly, 1974
- God and All His Angels, 1976
- The Nostradamus Horoscope, 1981
- Time Out of Mind, 1986
- A Party to Die For, 1997
- Sorry - We're Going to Have to Let You Go, 1999
- Under a Hammock Moon, 2012

### Biographies
- Just The One: The Wives and Times of Jeffrey Bernard, 1992
- James Herriot: The Life of a Country Vet, 1997
- Dick Francis: A Racing Life, 1999
- Arthur Lowe, 2001
- Niv: The Authorised Biography of David Niven, 2004
- John Mortimer: The Devil's Advocate - The Unauthorised Biography, 2005
- Joan Collins: The Biography of an Icon, 2007

## Sources
- Claude Mesplède, Les années "Série noire" : bibliographie critique d'une collection policière, vol. 3 : 1966-1972, Amiens, Editions Encrage, coll. « Travaux / 22 », 1994 (ISBN 978-2-906389-53-3), p. 225-226.
- Claude Mesplède et Jean-Jacques Schleret, SN, voyage au bout de la Noire : inventaire de 732 auteurs et de leurs œuvres publiés en séries Noire et Blème : suivi d'une filmographie complète, Paris, Futuropolis, 1982 (OCLC 11972030), p. 237